# Prva crnogorska fudbalska liga 2015-2016
La Prva crnogorska fudbalska liga 2015-2016 (prima lega calcistica montenegrina 2015-2016), conosciuta anche come T-Com 1.CFL 2015-2016 per ragioni di sponsorizzazione, è stata la 12ª edizione di questa competizione, la 10ª come prima divisione del Montenegro indipendente. La vittoria finale è stata appannaggio del Mladost Podgorica, al suo 1º titolo.
Capocannoniere del torneo fu Marko Šćepanović (Mladost Podgorica), con 19 reti.

## Stagione

### Avvenimenti
Il Berane, retrocesso dopo una sola stagione, fa spazio al neopromosso Iskra Danilovgrad. Ritorna poi dopo un anno in seconda divisione il Dečić, vincente nel play-off promozione contro il Mogren.

### Formula
In stagione le squadre partecipanti furono 12 : 10 che mantennero la categoria dalla stagione precedente e 2 promosse dalla seconda divisione.
Le 12 squadre disputarono un girone andata-ritorno; al termine delle 22 giornate ne disputarono ancora 11 secondo uno schema prefissato (totale 33 giornate), al termine di queste l'ultima fu retrocessa, mentre la penultima e la terzultima disputarono i play-out contro la seconda e terza classificata della Druga crnogorska fudbalska liga 2015-2016.
Le squadre qualificate alle coppe europee furono quattro: La squadra campione si qualificò alla UEFA Champions League 2016-2017, la seconda e la terza alla UEFA Europa League 2016-2017. La squadra vincitrice della coppa del Montenegro fu anch'essa qualificata alla UEFA Europa League.

## Squadre
| Club              | Città        | Stadio                  | Posizione 2014-2015     |
| ----------------- | ------------ | ----------------------- | ----------------------- |
| Bokelj            | Cattaro      | Stadion pod Vrmcem      | 8º posto                |
| Budućnost         | Podgorica    | Stadio pod Goricom      | 3º posto                |
| Dečić             | Tuzi         | Stadion Tuško Polje     | 2º posto in Druga Liga  |
| Grbalj            | Radanovići   | Stadion u Radanovićima  | 5º posto                |
| Iskra Danilovgrad | Danilovgrad  | Stadion Braće Velašević | 1º posto in Druga Liga  |
| Lovćen            | Cettigne     | Stadion Obilića Poljana | 6º posto                |
| Mladost Podgorica | Podgorica    | Stadion Cvijetni Brijeg | 4º posto                |
| Mornar            | Antivari     | Stadion Topolica        | 10º posto               |
| Petrovac          | Castellastua | Stadion pod Malim brdom | 7º posto                |
| Rudar Pljevlja    | Pljevlja     | Gradski stadion         | Campione del Montenegro |
| Sutjeska          | Nikšić       | Stadion kraj Bistrice   | 2º posto                |
| Zeta              | Golubovci    | Stadion Trešnjica       | 9º posto                |

## Classifica
|       | Pos. | Squadra           | Pt | G  | V  | N  | P  | GF | GS | DR  |
| ----- | ---- | ----------------- | -- | -- | -- | -- | -- | -- | -- | --- |
|       | 1.   | Mladost Podgorica | 67 | 33 | 21 | 4  | 8  | 53 | 27 | +26 |
|       | 2.   | Budućnost         | 63 | 33 | 19 | 6  | 8  | 47 | 21 | +26 |
| [ 3 ] | 3.   | Rudar Pljevlja    | 58 | 33 | 16 | 10 | 7  | 38 | 26 | +12 |
|       | 4.   | Bokelj            | 56 | 33 | 17 | 5  | 11 | 43 | 28 | +15 |
|       | 5.   | Sutjeska          | 54 | 33 | 15 | 9  | 9  | 45 | 30 | +15 |
|       | 6.   | Dečić             | 39 | 33 | 11 | 6  | 16 | 38 | 49 | −11 |
|       | 7.   | Grbalj            | 38 | 33 | 11 | 5  | 17 | 37 | 49 | −12 |
|       | 8.   | Zeta              | 38 | 33 | 10 | 8  | 15 | 37 | 41 | −4  |
|       | 9.   | Lovćen            | 36 | 33 | 9  | 9  | 15 | 34 | 42 | −8  |
|       | 10.  | Iskra Danilovgrad | 34 | 33 | 7  | 13 | 13 | 29 | 51 | −22 |
|       | 11.  | Petrovac          | 33 | 33 | 8  | 9  | 16 | 33 | 51 | −18 |
|       | 12.  | Mornar            | 33 | 33 | 9  | 6  | 18 | 30 | 48 | −18 |

Legenda:
      Campione di Montenegro e ammessa alla UEFA Champions League 2016-2017.
      Ammesse alla UEFA Europa League 2016-2017.
  Partecipa ai play-out.
      Retrocesse in Druga crnogorska fudbalska liga 2016-2017.
Regolamento:
Tre punti a vittoria, uno a pareggio, zero a sconfitta.

### Classifica avulsa
Per determinare le ultime due posizioni fra Petrovac e Mornar (l'undicesima va agli spareggi, la dodicesima retrocede direttamente) si utilizza la classifica avulsa. Lo stesso per Grbalj (6 punti) e Zeta (3 punti).
|  | Pos. | Squadra  | Pt | G | V | N | P | GF | GS | DR |
|  | ---- | -------- | -- | - | - | - | - | -- | -- | -- |
|  | 11.  | Petrovac | 5  | 3 | 1 | 2 | 0 | 3  | 2  | +1 |
|  | 12.  | Mornar   | 2  | 3 | 0 | 2 | 1 | 2  | 3  | −1 |

## Risultati
|           | Bok     | Bud     | Isk     | Dec     | Grb     | Lov     | Mla     | Mor     | Pet     | Rud     | Sut     | Zet     |
| --------- | ------- | ------- | ------- | ------- | ------- | ------- | ------- | ------- | ------- | ------- | ------- | ------- |
| Bokelj    |         | 0-1     | 1-2 0-1 | 4-1     | 3-0     | 1-0     | 0-1     | 2-0     | 2-1     | 1-1 1-0 | 3-1 0-2 | 1-1     |
| Budućnost | 0-0 4-2 |         | 1-0     | 2-0     | 3-0     | 0-0 4-0 | 1-3 1-2 | 3-0 1-0 | 1-2     | 2-1     | 0-0     | 0-1 1-0 |
| Iskra     | 0-0     | 0-4 1-3 |         | 1-2     | 0-2 1-3 | 0-0     | 2-3 0-0 | 2-0     | 0-0     | 0-0     | 0-4 1-1 | 1-0 1-1 |
| Dečić     | 0-1 1-2 | 1-2     | 1-1 2-1 |         | 3-1     | 3-2     | 2-2     | 1-0 2-0 | 3-1 1-2 | 0-2 0-1 | 1-0     | 3-1     |
| Grbalj    | 1-1     | 0-2 0-1 | 1-2     | 2-1     |         | 0-0 2-0 | 1-0 2-1 | 2-1     | 4-1     | 0-1     | 1-1 1-2 | 4-1 1-2 |
| Lovćen    | 1-2     | 2-2     | 4-1 2-2 | 0-0 2-1 | 3-1     |         | 1-2     | 3-1     | 1-0     | 1-1 0-1 | 0-0     | 1-2     |
| Mladost   | 1-0     | 2-0     | 5-0     | 4-0 2-0 | 3-1     | 2-0 1-0 |         | 2-1 0-1 | 1-2     | 1-0 1-2 | 4-3     | 2-0     |
| Mornar    | 0-1     | 1-0     | 0-0 3-0 | 2-2     | 1-0 3-1 | 0-1     | 2-0     |         | 0-0     | 1-2     | 1-3     | 1-5 2-2 |
| Petrovac  | 0-3     | 0-2 0-1 | 2-4 1-1 | 1-0     | 0-1 1-1 | 2-1     | 1-2 1-1 | 2-1     |         | 2-0     | 0-4 0-2 | 5-3     |
| Rudar     | 1-0     | 1-0     | 2-2 0-0 | 2-0     | 2-1 1-1 | 1-1     | 0-0     | 2-2 0-1 | 3-2 1-1 |         | 4-1 0-1 | 1-0     |
| Sutjeska  | 1-0     | 0-0 0-4 | 3-0     | 0-2 1-1 | 2-0     | 2-0 4-1 | 0-1 2-1 | 4-1 0-1 | 0-0     | 0-2     |         | 1-1 0-0 |
| Zeta      | 1-0 2-3 | 0-0     | 0-2     | 1-1 3-0 | 1-2     | 0-2 2-0 | 1-0     | 1-2     | 2-0 1-1 | 3-0 0-1 | 0-1     |         |

## Spareggi
Petrovac e Iskra Danilovgrad (penultimo e terzultimo in prima divisione) sfidano Cetinje e Bratstvo (secondo e terzo in seconda divisione) per due posti in Prva crnogorska fudbalska liga 2016-2017.
| Squadra 1                                              | Totale | Squadra 2         | Andata     | Ritorno    |
| ------------------------------------------------------ | ------ | ----------------- | ---------- | ---------- |
|                                                        |        |                   | 02.06.2016 | 06.06.2016 |
| Bratstvo                                               | 2 – 8  | Iskra Danilovgrad | 2 – 2      | 0 – 6      |
| Cetinje                                                | 0 – 1  | Petrovac          | 0 – 0      | 0 – 1      |
| Tutte le squadre rimangono nella rispettiva categoria. |        |                   |            |            |

## Marcatori
| Gol                                               |  |  | Giocatore         | Squadra           |
| ------------------------------------------------- |  |  | ----------------- | ----------------- |
| 19                                                |  |  | Marko Šćepanović  | Mladost Podgorica |
| 18                                                |  |  | Darko Bjedov      | Zeta              |
| 16                                                |  |  | Dejan Zarubica    | Sutjeska          |
| 13                                                |  |  | Boris Kopitović   | Petrovac          |
| 11                                                |  |  | Šaleta Kordić     | Sutjeska          |
| 10                                                |  |  | Darko Nikač       | Budućnost         |
| 9                                                 |  |  | Pjeter Ljuljđuraj | Dečić             |
| 8                                                 |  |  | Dejan Đenić       | Bokelj            |
| 8                                                 |  |  | Ivan Marković     | Rudar Pljevlja    |
| 8                                                 |  |  | Miloš Nikezić     | Bokelj            |
| 8                                                 |  |  | Blažo Perutović   | Lovćen            |
| 8                                                 |  |  | Petar Vukčević    | Grbalj            |
| Fonte: Montenegro » 1. CFL 2015/2016 » Top Scorer |  |  |                   |                   |